# Lymnas herellus
Lymnas herellus är en fjärilsart som beskrevs av Pieter Cornelius Tobias Snellen 1887. Lymnas herellus ingår i släktet Lymnas och familjen Riodinidae. Inga underarter finns listade i Catalogue of Life.